# 伯伊科伊

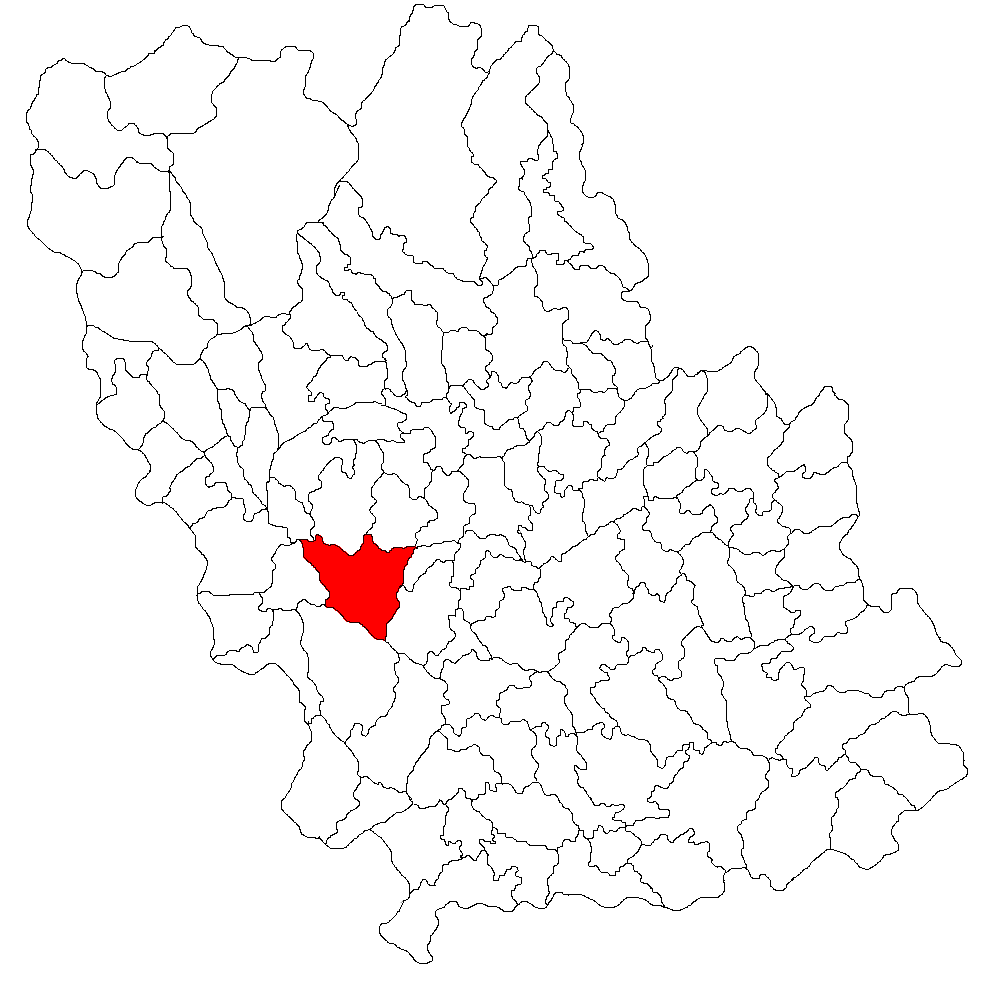

伯伊科伊是羅馬尼亞的城市，位於該國南部，距離首府普洛耶什蒂16公里，由普拉霍瓦縣負責管轄，面積65.36平方公里，海拔高度314米，2009年人口19,660，大多數居民信奉東正教。

## 外部連結
- Official site